# All Things Must Pass (canción)
«All Things Must Pass» –en español: «Todas las cosas deben pasar»– es una canción de George Harrison y lanzada en el álbum homónimo All Things Must Pass en 1970 . 
La canción cuenta con una letra de aliento, motivadora, la cual nos da a entender que no todo será gris siempre, que debemos seguir adelante y que con un nuevo amanecer todo se renovará en nosotros 

## Historia
La canción fue escrita cuando aún Harrison formaba parte de The Beatles, durante las sesiones de grabación del álbum Let It Be en enero de 1969. Esta fue una de muchas canciones del grupo que formarían parte de su nuevo álbum, pero conforme los períodos de sesiones avanzaban, la canción fue desechada y nunca volvió a ser interpretada por la banda.
Después de que el proyecto Get Back fuera abandonado, Harrison grabó un demo el 25 de febrero de 1969. Harrison grabó dos tomas de la canción, después añadió el sonido de la guitarra en la segunda toma. Esta versión fue posteriormente lanzada en 1996 en la recopilación Anthology 3 de The Beatles.
La canción fue nuevamente grabada por Harrison después de la separación de The Beatles, y fue lanzada en su álbum debut All Things Must Pass en 1970.

## Personal
- George Harrison - Voz, guitarra

## Otras versiones
Paul McCartney interpretó la canción en el memorial para Harrison Concert for George el 29 de noviembre de 2002.